# Laborec
Laborec (mađ. Laborc) rijeka je u istočnoj  Slovačkoj, pritok Latorice dug 129 km. Površina sliva iznosi 4.522 km². Izvire u istočnoj Slovačkoj podno planine Niski Beskidi na 682 metra i cjelim svojim tokom nalazi se u Slovačkoj. Ulijeva se u Dunav. Teče kroz Prešovský i Košický kraj, te gradove Medzilaborce, Michalovce, Strážske i Humenné.

### Ostali projekti
|  | Zajednički poslužitelj ima još gradiva o temi Laborec |